# Brynolf Algotsson
Brynolf Algotsson (circa 1240 - 1317) was een Zweedse bisschop. Hij kwam uit een gegoede familie. Hij was een zoon van Algot Brynolfsson, een wetspreker in Västergötland, en diens vrouw Margareta Petersdotter. In de jaren zestig en zeventig van de dertiende eeuw studeerde hij in Parijs, waarna hij terugkeerde naar Zweden en in 1278 bisschop werd van het bisdom van Skara. Hij bleef bisschop van Skara tot zijn overlijden in 1317. Zijn broer, Peter Algotsson, werd in 1278 in hetzelfde bisdom aangesteld als kanunnik.
Algotsson wordt gezien als de eerste Zweedse poëet die in het Latijn dichtte. Hij was een van de bekendste liturgische dichters van de dertiende eeuw. Aan hem worden de volgende werken toegeschreven: Helenaofficiet over Sint-Helena van Skövde, Den helige Eskils officium over Sint-Eskil, Officiet till Jungfru Marias ära over de heilige maagd Maria en Törnekroneofficiet over de doornenkroon van Jezus Christus, waarvan een deel aan de Dom van Skara zou zijn geschonken.
Aan het einde van de dertiende eeuw liet hij op het eiland Kållandsö een vesting bouwen, die echter in 1420 door een brand werd verwoest. Op deze plek bevindt zich tegenwoordig het kasteel Läckö. De kazuifel van Algotsson is bewaard gebleven en behoort tot de kerkschatten van de Dom van Skara.